# Felix Kersten
Felix Kersten (ur. 30 września 1898 w Dorpacie, zm. 16 kwietnia 1960 w Hamm) – Niemiec bałtycki o kilku obywatelstwach. W czasie II wojny światowej przyczynił się do uratowania ponad 100 000 osób, w tym co najmniej 60 000 Żydów.

## Życiorys
Mieszkał w Estonii, Holandii, Niemczech, Szwecji, Finlandii. Masażysta holenderskiej rodziny królewskiej, od 1940, po wkroczeniu Wehrmachtu do Holandii, osobisty masażysta Heinricha Himmlera.
Dość szybko zaskarbił sobie zaufanie Reichsführera, dzięki czemu był dobrze poinformowany o sytuacji Rzeszy. Masaże „magicznych dłoni” Felixa były właściwie jedynym wybawieniem od bólów, które nękały Himmlera. Z tego też powodu nalegał on, by Kersten cały czas był w jego najbliższym otoczeniu. Czasem również „wypożyczał” swego lekarza innym prominentnym nazistom.
W 1942, podczas jednego z takich spotkań (zaaranżowanego przez Himmlera) w Żytomierzu, Felix Kersten odbył rozmowę z Walterem Schellenbergiem, szefem SD. Rozmowa dotyczyła planowanego przez Himmlera obalenia Adolfa Hitlera oraz nawiązania rozmów pokojowych z aliantami zachodnimi. Inny przykład zakulisowych działań Kerstena i Himmlera miał miejsce pod sam koniec wojny, gdy Reichsführer wstrzymał egzekucje Żydów.